# Pentagonia rubriflora
Pentagonia rubriflora är en måreväxtart som beskrevs av D.R.Simpson. Pentagonia rubriflora ingår i släktet Pentagonia och familjen måreväxter.
Artens utbredningsområde är Peru. Inga underarter finns listade i Catalogue of Life.